# Prevlaka (Rugvica)
Prevlaka je naselje u općini Rugvica u Zagrebačkoj županiji.

## Zemljopis
Selo je smješteno na lijevoj obali rijeke Save, 17 km južno od Dugog Sela, na cesti Dugo Selo-Oborovo-Dubrovčak lijevi. 

## Stanovništvo
Broj stanovnika: 
- 1981.: 119 (42 kućanstava)
- 1991.: 106
- 2001.: 95 (41 kućanstavo)
- 2009.: 100 (41 kućanstvo)
- 2011.: 95

Od toga je 22 mlađih od 30 godina, 35 je stanovnika u dobi između 30 i 60 godina, dok su 38 stanovnika starija od 60 godina. Najsariji stanovnik Prevlake ima 90 godina.
| broj stanovnika | 225   | 225   | 211   | 215   | 231   | 221   | 216   | 212   | 196   | 198   | 183   | 163   | 119   | 106   | 95    | 98    | 82    |
|                 | 1857. | 1869. | 1880. | 1890. | 1900. | 1910. | 1921. | 1931. | 1948. | 1953. | 1961. | 1971. | 1981. | 1991. | 2001. | 2011. | 2021. |

## Povijest
Selo se prvi puta spominje 1217. godine kao "otok Prevlaka s tri zgrade za lov riba". Prevlaka je već oko 30 godina poznata po mogućoj lokaciji za buduću nuklearnu elektrnu. Od 1850. godine je u sastavu Kotara Dugo Selo, od šezdesetih prošlog stoljeća u općini Dugo Selo, a od 1993. u sastavu je općine Rugvica. Pripada rimokatoličkoj župi Svetoga Jurja  mučenika i Svetoga Jakova apostola iz susjednog Oborova, dugoselski dekanat.
Bilo je planirano da se u Prevlaci izgradi Nuklearna elektrana Prevlaka.